# ISO/TC 184/SC 4
La ISO/TC 184/SC 4 sobre "Datos Indurstriales" (Industrial Data), es el apartado CS 4 (subcomité 4º) de la norma ISO/TC 184 sobre "Sistemas de Automatización e Integración" que es el Comité Técnico 184 de la Organización Internacional de Normalización (ISO); una organización de normalización internacional responsable de los datos industriales. La ISO/TC 184/SC 4 desarrolla y mantiene estándares ISO que describen y gestionan datos de productos industriales durante toda la vida útil del producto.

## Estándares de ejemplo
La ISO/TC 184/SC 4 mantiene la responsabilidad directa sobre muchas de las normas y proyectos. Algunos ejemplos son:
- ISO 8000, Calidad de los datos;
- ISO 10303, Integración y sistemas de automatización industrial — Representación e intercambio de datos de productos, conocida informalmente como Estándar para el intercambio de datos de modelos de productos (STEP);
- ISO 13584, Integración y sistemas de automatización industrial — Biblioteca de piezas (PLIB);
- ISO 15926, Integración y sistemas de automatización industrial — Integración de datos del ciclo de vida para plantas de proceso, incluidas las instalaciones de producción de petróleo y gas; o…
- ISO 18629, Integración y sistemas de automatización industrial — Lenguaje de especificación de procesos (PSL).